# Kotterbos
Het Kotterbos is een natuurgebied ten zuiden van de Oostvaardersplassen, langs de Lage Vaart in Flevoland. Het bos wordt beheerd door Staatsbosbeheer en bestaat uit populieren, natte gronden met rietvelden en wilgen.

## Natuur
In het Kotterbos leven edelherten, vossen, kerkuilen, zeearenden, reeën, herten, hazen en bevers.

## Recreatie
Na 2012 zijn de recreatieve kwaliteiten van het Kotterbos aangepast. Het bos is gevarieerder gemaakt met bruggen, uitkijkpunten en picknickplaatsen. Honden zijn aan de lijn welkom. Door het bos lopen wandelroutes, fietsroutes en een mountainbikepad. De buitensport-infrastructuur bestaat verder uit faciliteiten om te kanoën, kajakken en te vlotvaren en er zijn touw- en hindernisparcoursen. Aan de Lage Vaart is ruimte voor hengelsporters.